# Bildstock (Knellendorf, Gundelsdorfer Straße)

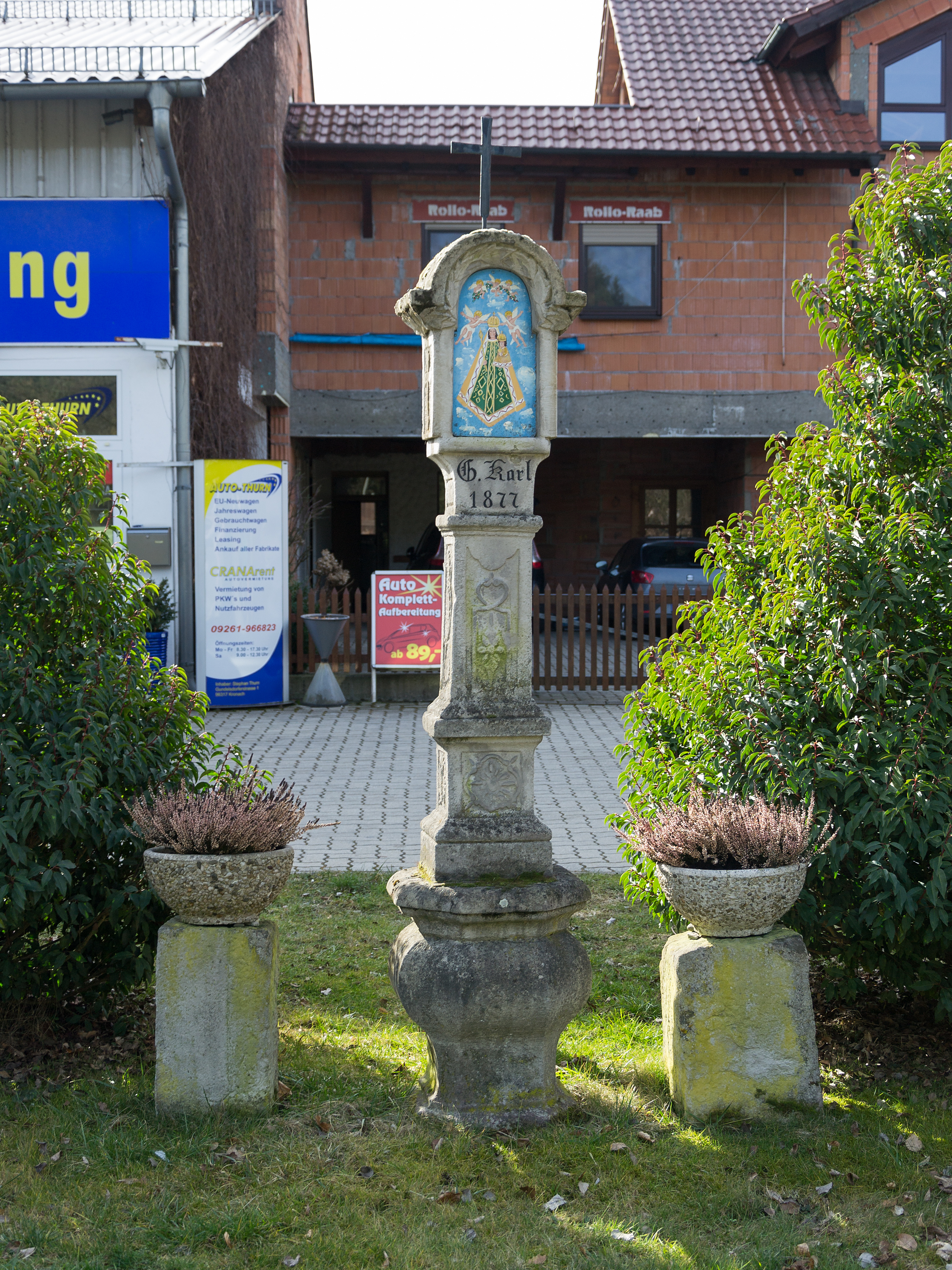
Bildstock vor dem Anwesen Gundelsdorfer Straße 1

Der Bildstock vor dem Anwesen Gundelsdorfer Straße 1 in Knellendorf ist ein unter Denkmalschutz stehendes Kleindenkmal, das 1877 entstanden ist. Anlass war eine schwangere Frau aus einer Knellendorfer Familie, die beim Viehhüten von einer Kuh angegriffen wurde, sich jedoch retten konnte. Aus Dankbarkeit für die Rettung ließ die Familie diese Marter errichten.
Der aus Sandstein bestehende Bildstock ruht auf einem oktagonal geformten, gebauchten Sockel, der einen zweistufigen, mit Bandelwerk verzierten Pfeilerschaft trägt. In die Vorderseite des Kapitells, das den oberen Abschluss des Schaftes bildet, ist die Inschrift „G. Karl 1877“ eingemeißelt. Über dem Kapitell befindet sich ein vierseitiger Aufsatz mit eingezogenen Rundbogen, in die Verzierungen eingelegt sind. Das Rundbogendach trägt ein Eisenkreuz.
An den beiden Schmalseiten des Aufsatzes befinden sich reliefierte Kleeblattkreuze, in der Bildnische an der Vorderseite ist eine Blechtafel mit einer Darstellung der Glosberger Muttergottes angebracht. Eine Marienstatue in dem benachbarten Wallfahrtsort soll im Jahr 1727 mehrmals blutige Tränen geweint haben, weshalb dieses Motiv auf zahlreichen Bildstöcken im Frankenwald zu finden ist. An der Rückseite des Aufsatzes befindet sich das Auge Gottes mit der Inschrift „O Maria nehm uns in deinen Schutz“.
Das Denkmal stand ursprünglich etwa 300 Meter südlich des Ortes an einem Feld neben der heutigen Bundesstraße 85. Obwohl sie schützend von zwei Linden flankiert war, wurde die Marter dort innerhalb weniger Jahre mehrmals bei Verkehrsunfällen beschädigt. Nach der bislang letzten Zerstörung im Januar 1979 wurden die beschädigten Einzelteile durch den Kronacher Bildhauer Heinrich Schreiber restauriert. Die ebenfalls beschädigte Blechtafel mit der Muttergottes-Darstellung wurde durch eine stilgetreue Neuanfertigung der Kronacher Künstlerin Hedwig Müller-Achilles ersetzt. Um das Denkmal vor weiteren Schäden zu bewahren, wurde es nach Abschluss der Restaurierung an seinem heutigen Standort auf dem Grundstück der Nachfahren der Stifterfamilie neu aufgestellt.
Im Jahr 2000 wurde die Marter gereinigt und das Muttergottes-Bild durch eine Neuanfertigung von Roland Ringlstetter ersetzt.